# 锡日勒沙泰勒
锡日勒沙泰勒（法語：Sigy-le-Châtel，法語發音：[siʒi lə ʃatɛl]）是法国索恩-卢瓦尔省的一个市镇，属于马孔区。

## 地理
锡日勒沙泰勒（46°33'17"N, 4°34'28"E）面积6.95 平方千米，位于法国勃艮第-弗朗什-孔泰大區索恩-卢瓦尔省，该省份为法国中部省份，北起顺时针与科多尔省、汝拉省、安省、罗讷省、卢瓦尔省、阿列省和涅夫勒省接壤。
与锡日勒沙泰勒接壤的市镇（或旧市镇、城区）包括：博奈-圣伊泰尔、帕西、萨伊、圣马塞兰德克赖、圣马丹拉帕特鲁耶、圣伊泰尔、博奈。

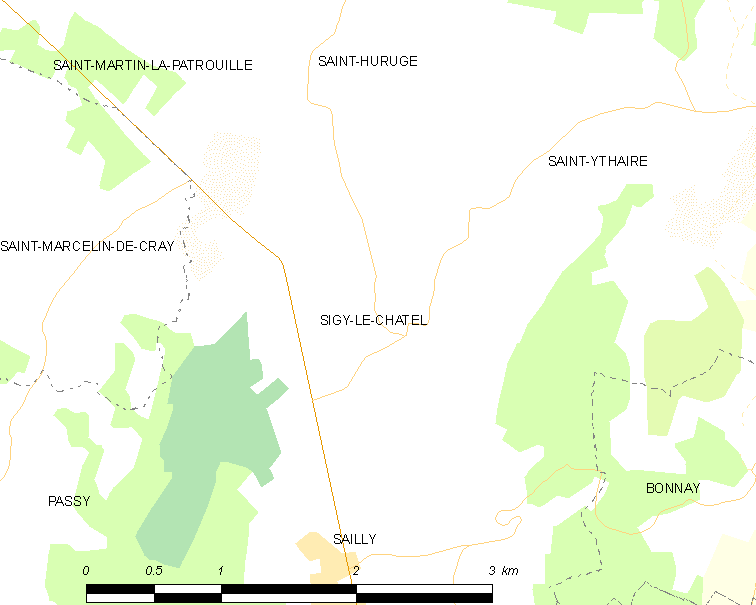
锡日勒沙泰勒的OSM定位图

锡日勒沙泰勒的时区为UTC+01:00、UTC+02:00（夏令时）。

## 行政
锡日勒沙泰勒的邮政编码为71250，INSEE市镇编码为71521。

## 政治
锡日勒沙泰勒所属的省级选区为克吕尼县。

## 人口

1962-2008年间锡日勒沙泰勒人口变化图示

锡日勒沙泰勒于2022年1月1日时的人口数量为105人。